# Anders Christensen Arrebo

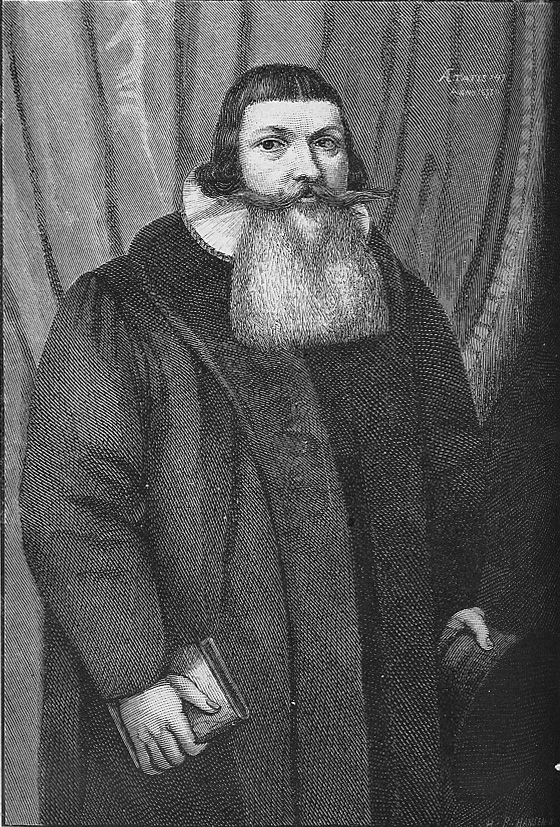
Anders Christensen Arrebo (1886 von P. Hansen)

Anders Christensen Arrebo (* 2. Juni 1587 in Ærøskøbing; † 12. März 1637 in Vordingborg) war ein dänischer Geistlicher und Schriftsteller. Er gilt als Vater der dänischen Literatur, der als Erster die dänische Sprache zur Kunst erhob.

## Leben
Arrebo wurde als Sohn eines Pfarrers geboren. Er wurde selbst Pfarrer und nach kurzer Tätigkeit an der Nicolaikirche in Kopenhagen wurde er 1618 Bischof von Nidaros (Trondheim) in Norwegen, wurde aber wegen anstößigen Lebenswandels 1622 abgesetzt. In Malmö arbeitete er an einer Nachdichtung der Psalmen. Nach der Rehabilitierung 1625 wurde er Pfarrer in Vordingborg.

## Werke
- Kong Davids psalter, 1623
- Hexaëmeron, 1631–1637
- Psalmebog for Kirke og Hjem, 1912